# 8e étape du Tour d'Espagne 2006
Pour un article plus général, voir Tour d'Espagne 2006.
La 8e étape du Tour d'Espagne 2006 a eu lieu le 2 septembre 2006 entre la ville de Ponferrada et celle de Lugo sur une distance de 181 km. Elle a été remportée par le Kazakh Alexandre Vinokourov (Astana) une seconde devant le peloton qui est réglé par l'Italien Ruggero Marzoli (Lampre-Fondital) le Slovène devant Uroš Murn (Phonak). Janez Brajkovič (Discovery Channel) conserve le maillot doré de leader à l'issue de l'étape.

## Profil et parcours
Une seule côte de troisième catégorie est recensée au kilomètre 88 : l'Alto de Ares (460m). Cette côte est précédée de deux sprints intermédiaires aux kilomètres 43 (Barco de Valdeorras) et 80 (Quiroga). Une étape de transition avant la grosse étape de montagne du lendemain.

## Déroulement

### Récit
La première heure de course est très rapide, à plus de 53 km/h. La première échappée est à mettre sur le compte de Kevin Van Impe (Quick Step-Innergetic) au kilomètre 68. Après avoir compté jusqu'à 5 min 48 s d'avance, il est rattrapé par les équipes de sprinteurs à 9 km de l'arrivée. Dans le dernier kilomètre, Luca Paolini tente un départ aux 700 mètres. Il est rejoint puis dépassé aux 400 mètres par Alexandre Vinokourov qui réussit à conserver une seconde d'avance sur la ligne d'arrivée.

### Points distribués
| Premier   | Sébastien Minard France | 4 pts |
| Second    | Olivier Kaisen Belgique | 2 pts |
| Troisième | Thor Hushovd Norvège    | 1 pt  |

| Premier   | Kevin Van Impe Belgique    | 4 pts |
| Second    | Thor Hushovd Norvège       | 2 pts |
| Troisième | Enrico Poitschke Allemagne | 1 pt  |

| Premier   | Kevin Van Impe Belgique       | 6 pts |
| Second    | Pietro Caucchioli Italie      | 4 pts |
| Troisième | José Miguel Elias Espagne     | 2 pts |
| Quatrième | Raúl García de Mateos Espagne | 1 pts |

## Classement de l'étape
| \| Classement de l'étape \| Classement de l'étape \| Classement de l'étape \| Classement de l'étape \| Classement de l'étape \| \| Coureur \| Coureur \| Pays \| Équipe \| Temps \| \| --------------------- \| --------------------- \| --------------------- \| ---------------------- \| --------------------- \| \| 1er \| Alexandre Vinokourov \| Kazakhstan \| Astana \| 4 h 02 min 11 s \| \| 2e \| Ruggero Marzoli \| Italie \| Lampre-Fondital \| + 1 s \| \| 3e \| Uroš Murn \| Slovénie \| Phonak Hearing Systems \| + 1 s \| \| 4e \| Thor Hushovd \| Norvège \| Crédit Agricole \| + 1 s \| \| 5e \| Paolo Bettini \| Italie \| Quick Step-Innergetic \| + 1 s \| \| 6e \| Erik Zabel \| Allemagne \| Team Milram \| + 1 s \| \| 7e \| Samuel Sánchez \| Espagne \| Euskaltel-Euskadi \| + 1 s \| \| 8e \| Thomas Ziegler \| Allemagne \| T-Mobile \| + 1 s \| \| 9e \| Andrea Moletta \| Italie \| Gerolsteiner \| + 1 s \| \| 10e \| Davide Rebellin \| Italie \| Gerolsteiner \| + 1 s \| |                      |            |                        |                 |
| |                      |            |                        |                 |
| |                      |            |                        |                 |
| Classement de l'étape |                      |            |                        |                 |
| Coureur | Coureur              | Pays       | Équipe                 | Temps           |
| 1er | Alexandre Vinokourov | Kazakhstan | Astana                 | 4 h 02 min 11 s |
| 2e | Ruggero Marzoli      | Italie     | Lampre-Fondital        | + 1 s           |
| 3e | Uroš Murn            | Slovénie   | Phonak Hearing Systems | + 1 s           |
| 4e | Thor Hushovd         | Norvège    | Crédit Agricole        | + 1 s           |
| 5e | Paolo Bettini        | Italie     | Quick Step-Innergetic  | + 1 s           |
| 6e | Erik Zabel           | Allemagne  | Team Milram            | + 1 s           |
| 7e | Samuel Sánchez       | Espagne    | Euskaltel-Euskadi      | + 1 s           |
| 8e | Thomas Ziegler       | Allemagne  | T-Mobile               | + 1 s           |
| 9e | Andrea Moletta       | Italie     | Gerolsteiner           | + 1 s           |
| 10e | Davide Rebellin      | Italie     | Gerolsteiner           | + 1 s           |

## Classement général
Avec sa victoire d'étape, le Kazakh Alexandre Vinokourov (Astana) reprend 21 secondes mais reste dixième d'un classement général toujours dominé par le Slovène Janez Brajkovič (Discovery Channel) qui conserve donc le maillot doré de leader. Il devance toujours deux Espagnols, Alejandro Valverde (Caisse d'Épargne-Illes Balears, à 5 secondes) et Carlos Sastre (CSC, à 10 secondes)
| \| Classement général \| Classement général \| Classement général \| Classement général \| Classement général \| \| Coureur \| Coureur \| Pays \| Équipe \| Temps \| \| ------------------ \| -------------------------- \| ------------------ \| ------------------------------ \| ------------------ \| \| 1er \| Janez Brajkovič \| Slovénie \| Discovery Channel \| 30 h 50 min 39 s \| \| 2e \| Alejandro Valverde \| Espagne \| Caisse d'Épargne-Illes Balears \| + 5 s \| \| 3e \| Carlos Sastre \| Espagne \| CSC \| + 10 s \| \| 4e \| José Ángel Gómez Marchante \| Espagne \| Saunier Duval-Prodir \| + 22 s \| \| 5e \| Andrey Kashechkin \| Kazakhstan \| Astana \| + 23 s \| \| 6e \| Manuel Beltrán \| Espagne \| Discovery Channel \| + 51 s \| \| 7e \| Ruggero Marzoli \| Italie \| Lampre-Fondital \| + 1 min 05 s \| \| 8e \| Bernhard Kohl \| Autriche \| T-Mobile \| + 1 min 37 s \| \| 9e \| Danilo Di Luca \| Italie \| Liquigas \| + 1 min 47 s \| \| 10e \| Alexandre Vinokourov \| Kazakhstan \| Astana \| + 2 min 07 s \| |                            |            |                                |                  |
| |                            |            |                                |                  |
| |                            |            |                                |                  |
| Classement général |                            |            |                                |                  |
| Coureur | Coureur                    | Pays       | Équipe                         | Temps            |
| 1er | Janez Brajkovič            | Slovénie   | Discovery Channel              | 30 h 50 min 39 s |
| 2e | Alejandro Valverde         | Espagne    | Caisse d'Épargne-Illes Balears | + 5 s            |
| 3e | Carlos Sastre              | Espagne    | CSC                            | + 10 s           |
| 4e | José Ángel Gómez Marchante | Espagne    | Saunier Duval-Prodir           | + 22 s           |
| 5e | Andrey Kashechkin          | Kazakhstan | Astana                         | + 23 s           |
| 6e | Manuel Beltrán             | Espagne    | Discovery Channel              | + 51 s           |
| 7e | Ruggero Marzoli            | Italie     | Lampre-Fondital                | + 1 min 05 s     |
| 8e | Bernhard Kohl              | Autriche   | T-Mobile                       | + 1 min 37 s     |
| 9e | Danilo Di Luca             | Italie     | Liquigas                       | + 1 min 47 s     |
| 10e | Alexandre Vinokourov       | Kazakhstan | Astana                         | + 2 min 07 s     |

## Classements annexes
| Classement par points | Classement par points | Classement par points | Classement par points | Classement par points |
| Coureur               | Coureur               | Pays                  | Équipe                | Points                |
| --------------------- | --------------------- | --------------------- | --------------------- | --------------------- |
| 1er                   | Thor Hushovd          | Norvège               | Crédit Agricole       | 111 pts               |
| 2e                    | Erik Zabel            | Allemagne             | Team Milram           | 71 pts                |
| 3e                    | Francisco Ventoso     | Espagne               | Saunier Duval-Prodir  | 59 pts                |
| 4e                    | Stuart O'Grady        | Australie             | CSC                   | 48 pts                |
| 5e                    | Paolo Bettini         | Italie                | Quick Step-Innergetic | 47 pts                |

| Classement par points | Classement par points | Classement par points | Classement par points | Classement par points |
| Coureur               | Coureur               | Pays                  | Équipe                | Points                |
| --------------------- | --------------------- | --------------------- | --------------------- | --------------------- |
| 1er                   | Thor Hushovd          | Norvège               | Crédit Agricole       | 111 pts               |
| 2e                    | Erik Zabel            | Allemagne             | Team Milram           | 71 pts                |
| 3e                    | Francisco Ventoso     | Espagne               | Saunier Duval-Prodir  | 59 pts                |
| 4e                    | Stuart O'Grady        | Australie             | CSC                   | 48 pts                |
| 5e                    | Paolo Bettini         | Italie                | Quick Step-Innergetic | 47 pts                |

| Classement de la montagne | Classement de la montagne | Classement de la montagne | Classement de la montagne      | Classement de la montagne |
| Coureur                   | Coureur                   | Pays                      | Équipe                         | Points                    |
| ------------------------- | ------------------------- | ------------------------- | ------------------------------ | ------------------------- |
| 1er                       | Janez Brajkovič           | Slovénie                  | Discovery Channel              | 33 pts                    |
| 2e                        | Danilo Di Luca            | Italie                    | Liquigas                       | 30 pts                    |
| 3e                        | Pietro Caucchioli         | Italie                    | Crédit Agricole                | 29 pts                    |
| 4e                        | José Miguel Elías         | Espagne                   | Relax-GAM                      | 28 pts                    |
| 5e                        | Alejandro Valverde        | Espagne                   | Caisse d'Épargne-Illes Balears | 26 pts                    |

| Classement de la montagne | Classement de la montagne | Classement de la montagne | Classement de la montagne      | Classement de la montagne |
| Coureur                   | Coureur                   | Pays                      | Équipe                         | Points                    |
| ------------------------- | ------------------------- | ------------------------- | ------------------------------ | ------------------------- |
| 1er                       | Janez Brajkovič           | Slovénie                  | Discovery Channel              | 33 pts                    |
| 2e                        | Danilo Di Luca            | Italie                    | Liquigas                       | 30 pts                    |
| 3e                        | Pietro Caucchioli         | Italie                    | Crédit Agricole                | 29 pts                    |
| 4e                        | José Miguel Elías         | Espagne                   | Relax-GAM                      | 28 pts                    |
| 5e                        | Alejandro Valverde        | Espagne                   | Caisse d'Épargne-Illes Balears | 26 pts                    |

| Classement du combiné | Classement du combiné      | Classement du combiné | Classement du combiné          | Classement du combiné |
| Coureur               | Coureur                    | Pays                  | Équipe                         | Points                |
| --------------------- | -------------------------- | --------------------- | ------------------------------ | --------------------- |
| 1er                   | Janez Brajkovič            | Slovénie              | Discovery Channel              | 12 pts                |
| 2e                    | Alejandro Valverde         | Espagne               | Caisse d'Épargne-Illes Balears | 14 pts                |
| 3e                    | Carlos Sastre              | Espagne               | CSC                            | 22 pts                |
| 4e                    | José Ángel Gómez Marchante | Espagne               | Saunier Duval-Prodir           | 22 pts                |
| 5e                    | Danilo Di Luca             | Italie                | Liquigas                       | 37 pts                |

| Classement du combiné | Classement du combiné      | Classement du combiné | Classement du combiné          | Classement du combiné |
| Coureur               | Coureur                    | Pays                  | Équipe                         | Points                |
| --------------------- | -------------------------- | --------------------- | ------------------------------ | --------------------- |
| 1er                   | Janez Brajkovič            | Slovénie              | Discovery Channel              | 12 pts                |
| 2e                    | Alejandro Valverde         | Espagne               | Caisse d'Épargne-Illes Balears | 14 pts                |
| 3e                    | Carlos Sastre              | Espagne               | CSC                            | 22 pts                |
| 4e                    | José Ángel Gómez Marchante | Espagne               | Saunier Duval-Prodir           | 22 pts                |
| 5e                    | Danilo Di Luca             | Italie                | Liquigas                       | 37 pts                |

| Classement par équipes | Classement par équipes         | Classement par équipes | Classement par équipes |
| Équipe                 | Équipe                         | Pays                   | Temps                  |
| ---------------------- | ------------------------------ | ---------------------- | ---------------------- |
| 1re                    | Discovery Channel              | États-Unis             | 92 h 18 min 35 s       |
| 2e                     | Caisse d'Épargne-Illes Balears | Espagne                | + 5 min 20 s           |
| 3e                     | Astana                         | Espagne                | + 5 min 55 s           |
| 4e                     | Lampre-Fondital                | Italie                 | + 6 min 34 s           |
| 5e                     | Euskaltel-Euskadi              | Espagne                | + 8 min 12 s           |

| Classement par équipes | Classement par équipes         | Classement par équipes | Classement par équipes |
| Équipe                 | Équipe                         | Pays                   | Temps                  |
| ---------------------- | ------------------------------ | ---------------------- | ---------------------- |
| 1re                    | Discovery Channel              | États-Unis             | 92 h 18 min 35 s       |
| 2e                     | Caisse d'Épargne-Illes Balears | Espagne                | + 5 min 20 s           |
| 3e                     | Astana                         | Espagne                | + 5 min 55 s           |
| 4e                     | Lampre-Fondital                | Italie                 | + 6 min 34 s           |
| 5e                     | Euskaltel-Euskadi              | Espagne                | + 8 min 12 s           |